# 315 f.Kr.

## Händelser

### Efter plats

#### Makedoniska riket
- Antigonos hävdar överhöghet över det mesta av Mindre Asien, erövrar skattkammaren i Susa och tågar in i Babylon, där Seleukos är guvernör. Seleukos flyr då till Ptolemaios i Egypten och går i allians med honom, Lysimachos (härskaren i Thrakien) och Kassander mot Antigonos. Detta leder till det första koalitionskriget.
- Peithon konsoliderar sin maktbas i östra delen av riket.

#### Grekland
- Polyperkhon flyr till Peloponnesos, där han fortfarande kontrollerar några starka punkter, och allierar sig med Antigonos, som vid det här laget har blivit osams med sina tidigare allierade.
- Antigonos driver bort Kassanders makedoniska ockupationsstyrkor från de grekiska öarna och liear östäderna i Egeiska havet i Öförbundet, som en förberedelse för hans invasion av Grekland. Hans allierade, staden Rhodos, förser honom med erforderlig flotta.
- Kung Aikides av Epiros får utstå ett uppror av sitt folk, som driver honom från kungariket. Hans son Pyrrhus, som då bara är två år gammal, räddas från att bli dödad av några trogna tjänare. Kassander tar över kontrollen över Epiros.
- Den makedoniska hamnstaden Thessaloníki grundas av Kassander och uppkallas efter hans hustru Thessalonike.

#### Cypern
- Ptolemaios arméer kämpar mot Antigonos anhängare på Cypern och Ptolemaios kan återerövra ön.

#### Sicilien
- Tyrannen Agathokles av Syrakusa erövrar staden Messina.

### Efter ämne

#### Fiktion
- I den historiska romanen Funeral Games av Mary Renault besöker Kassander Lykeion i Aten och sprider till Theofrastos onda, lösaktiga lögner om Alexander den store.

## Födda
- Aratos, makedonisk matematiker, astronom, meteorolog, botanist och poet (född detta år eller 310 f.Kr.; död 240 f.Kr.)

## Avlidna
- Zhou Shen Jing Wang, kung av den kinesiska Zhoudynastin